# Вульфиус, Павел Александрович (врач)
Павел Александрович Вульфиус (нем. Paul Magnus Wulffius; 1 января 1830, Рига — 30 марта 1896 года, Москва) — российский медик, зоолог, невролог, директор (главный врач) детской больницы Святого Владимира (Москва), действительный статский советник, меценат.

## Семья
Отец: Александр Эмануил Вульфиус Alexander Emanuel Samuel Wulffius (1784—1868) — рижский купец. Происходил из позенского немецкого рода. В 1839 году крестился со всеми детьми в Реформатской церкви в Риге.

- Сестра: Аполлина / Countess Apollonia Jacobi Wulffius / (1816) — графиня
- Брат: Александр Людвиг Джозеф Вульфиус / Alexander Ludwig Joseph Wulffius / (16.10.1820, Рига — 19.10.1884, Дерпт) — чиновник и юрист, жена Дафна Берггольц
- Брат: Герман / Hermann Wulffius / (10.12.1820, Рига — 23.09.1884, СПб.) — купец, жена Ольга Эльман
- Сестра: Паулина / Pauline Dorothea Marie Wulffius / (1829, Рига — 1882), была замужем первым браком Sigismund Theodor (Фёдор Николаевич) Bergholtz, вторым браком Heinrich Ernst (Андрей Карлович) von Heucking
- Брат: Эмануил / Emanuel Nikolaus Wulffius / (28.12.1832, Рига — 12.12.1885, Нижний Новгород) — врач, жена Wilhelmina Regina Johanna Wulffius (Lieven)
- Сестра Элизабет / Elisabeth Natalie Pauline Wulffius / Lieven (?—?), жена адвоката Артура Ливена

Жена: Анна Мария Владимировна, урождённая Тириксен (1836, Бергин — 27.08.1919, Рига) — воспитанница барона Вольдемара Штакельберга. Дети:
- Александрина / Alexandrine Pauline Wulffius / (1867)
- Зинаида / Sinaide Johanna Wulffius / (1868)
- Вольдемар / Woldemar Eduard Paul Wulffius / (1871)
- Эрнст / Ernst Alexander Paul Paul Wulffius / (1875)
- Гельмут / Hellmuth Emanuel Paul Wulffius / (1875)

## Служба во флоте
3 октября 1855 года зачислен на государственную службу в Балтийский флот младшим врачом 28-го флотского экипажа, с чином коллежского асессора. В 1857 году назначен судовым врачом корвета «Воевода»; в отряде контр-адмирала Д. И. Кузнецова перешёл из Кронштадта к устью Амура. Остался на Дальнем Востоке России — нёс службу на берегу и различных кораблях.
В 1859 году поступил на корвет «Гридень». В 1859—1860 годах П. А. Вульфиус сделал первые зоологические исследования на побережье Японского моря. Летом 1860 года П. А. Вульфиус собрал коллекцию бабочек и препарированных птиц в окрестностях вновь образованных постов в заливах Посьета, Славянский и бухте Золотой Рог. Вернулся в Санкт-Петербург на этом корвете в 1862 году. В Петербурге Павлу Вульфиусу был пожалован орден Святой Анны 3-й степени «за усердную службу». В 1862—1863 годах добытых птиц дополнительно обработал Г. И. Радде, общие исследования Г. И. Радде поместил в работах Reisen im Suden von Ost-Sibirien. 1. Die Saugethierfauna. 2. Die Festlands Ornis. В 1864 году чешуекрылых обработал О. В. Бремер, который выпустил работу Lepidopteren Ost-Sibiriens (East Siberia), insbesondere der Amur-Landes, gesammelt von den Herren G.Radde, R.Maack und P.Wulfius. Mem. de l’Acad. imp. des Sci. St.-Petersbourg, 7 ser., 8(1): 103 p (1864). Многие зоологи тех лет раскритиковали качество проведённых работ и сделанные выводы.

## Служба по МВД

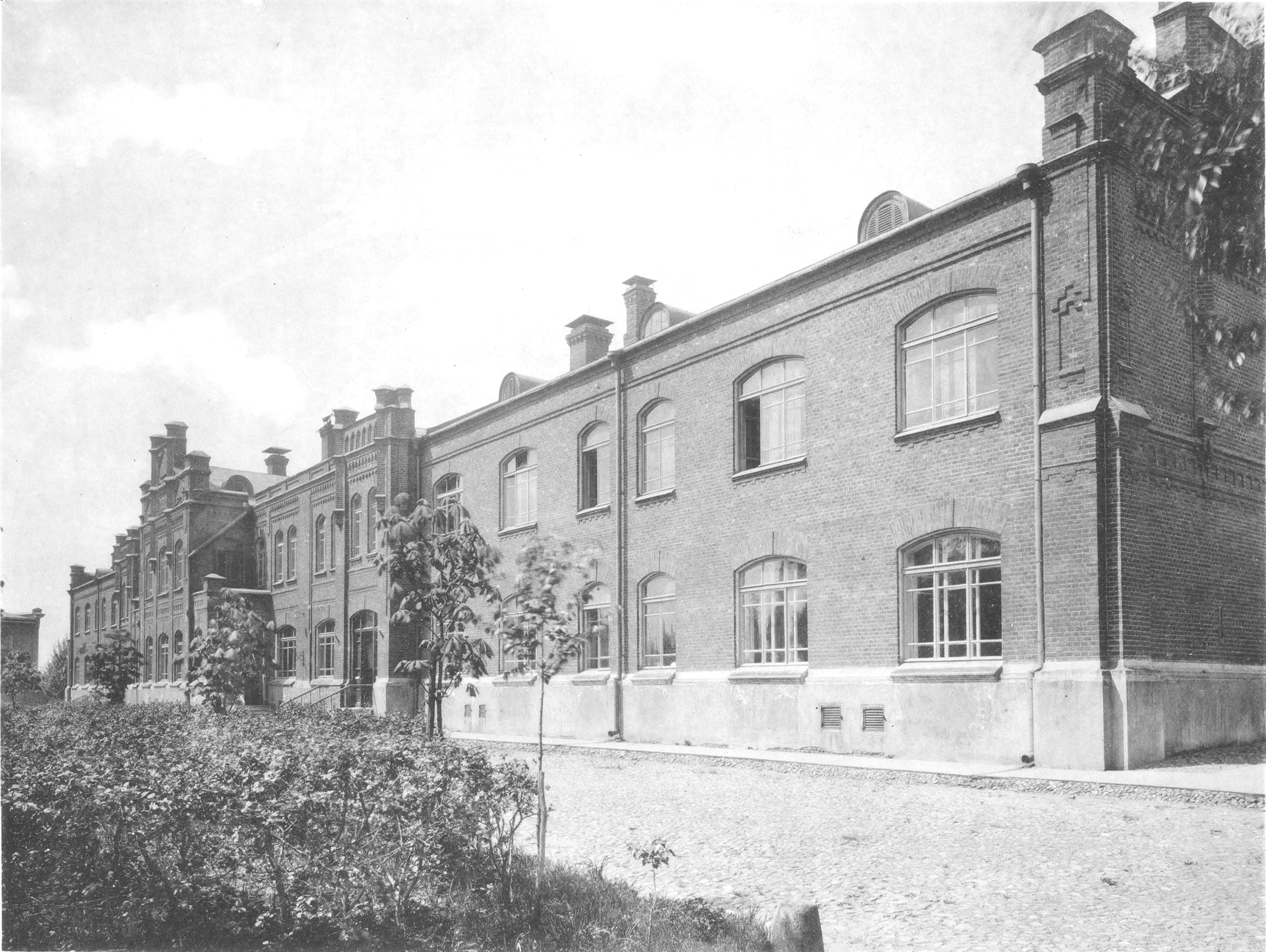
Детская городская клиническая больница Святого Владимира — корпус имени кн. А. А. Щербатова.

После завершения службы в Морском ведомстве работал в петербургской Детской больнице принца Петра Ольденбургского под началом В. Е. Гейдеке. В 1871 году, после ухода В. Е. Гейдеке, принял управление больницей. В 1876 году его пригласил в Москву граф П. Г. фон Дервиз возглавить детскую больницу Святого Владимира, которой он и руководил до самой смерти. 15 мая 1883 года произведён в действительные статские советники. В 1886 году в Москве была открыта Детская больница во имя Святой Ольги. Руководил её постройкой К. М. Быковский. В составлении проекта принимали участие медики: главный врач детской больницы Святого Владимира в Москве невролог П. А. Вульфиус, педиатр К. А. Райхфус и Н. Е. Покровский. 13 февраля 1889 года Определением Правительственного Сената П. А. Вульфиус признан в потомственном дворянстве с правом на внесение в 3-ю часть Дворянской Родословной книги.
За время службы награждён орденами Святой Анны 3-й степени, Святого Станислава 2-й степени с императорской короной (1873), Святого Владимира 4-й степени (1873), Святой Анны 2-й степени (1880) и Святого Владимира 3-й степени (1890), знаком отличия Красного Креста и бронзовой медалью «В память войны 1853—1856».
Скончался П. А. Вульфиус 30 марта 1896 года в Москве.

### Некролог
Детская больница Св. Владимира понесла тяжелую утрату в лице своего директора П. А. Вульфиуса, скончавшегося 30 марта сего года. Состоя с самого основания больницы, в течение более 20 лет, во главе этого учреждения, не могу не сказать несколько слов в память человека, которому больница и я лично обязаны многим.
Говорю лично, потому что Павел Григорьевич фон Дервиз возложил преимущественно на меня ответственность за устройство на пожертвованный им капитал в 400 тысяч рублей образцовой, как он того требовал, больницы. Осилить это трудное дело я мог только при содействии людей опытных, одинаково со мной ему преданных. Одним из таких людей был Павел Александрович Вульфиус. Он принял на руки больницу, когда она была еще не вполне даже достроена; с выдающимся знанием дела он ее организовал; с редкой, никогда не ослабевающей энергией и любовью к делу он ею заведовал в течение 20 лет.
Когда в прошлом году он тяжко заболел и ему угрожала потеря зрения, Павел Александрович не о себе кручинился: он был озадачен только участью семьи, и горько представлялась ему могущая оказаться необходимость покинуть служение больнице — своему излюбленному детищу. Оправившись от болезни, он рад был приняться за обычную тяжелую работу и не изменил ей до последнего вздоха. Павел Александрович служил только делу. Его безусловная прямота и правдивость может быть не всем нравились, но это мало его смущало. При большой доброте, он был требователен к своим подчиненным, но рад был всегда свидетельствовать о заслугах даже самых скромных из них. К своим сотрудникам-врачам он относился как к членам одной семьи, преданной общему делу. Больничная жизнь не иссушила его сердца, не сделала его равнодушным к тысячам детей, проходивших через больницу, к нравственным страданиям их родителей. Как часто я видал его озабоченным в случаях неуспеха лечения и радостным при благоприятном его исходе.
Если Москва может гордиться своей Детской больницей, признанной образцовой и многими иностранными врачами, ее посещавшими, то этим своим благоустройством больница во многом, очень многом обязана своему директору, Павлу Александровичу Вульфиусу, и не должна этого забыть.
— Князь Александр Щербатов. «Московские Ведомости», 1896, № 89